# باربارا بوشه

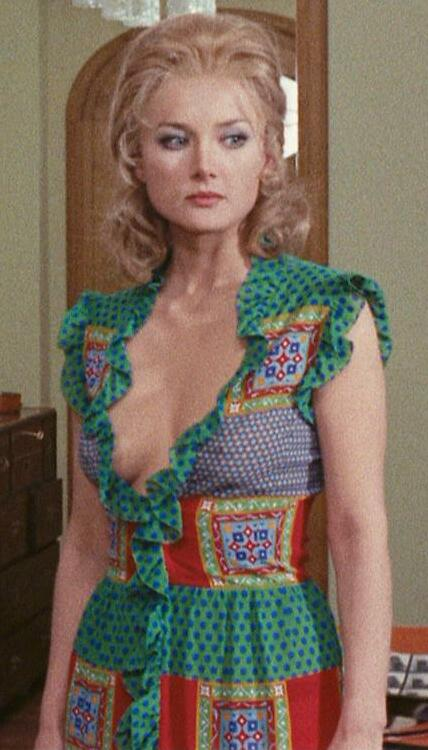
باربارا بوشه در سال ۱۹۷۲

باربارا بوشه (انگلیسی: Barbara Bouchet؛ زادهٔ ۱۵ اوت ۱۹۴۴) بازیگر و کارآفرین آلمانی-آمریکایی است که در ایتالیا زندگی و فعالیت می‌کند. وی از سال ۱۹۵۹ میلادی تاکنون مشغول فعالیت هنری بوده و در بیش از ۸۰ فیلم و سریال تلویزیونی ایفای نقش کرده است و یک شرکت تولید فیلم و رسانه هم بنیان نهاده که فیلم‌ها و کتاب‌های تناسب اندام تولید می‌کند. او همچنین صاحب یک باشگاه تناسب اندام است. از فیلم‌های معروفی که وی در آنها نقش‌آفرینی کرده است می‌توان به کازینو رویال (۱۹۶۷) در نقش مانی‌پنی، جوجه‌اردک را آزار نده (۱۹۷۲) در نقش پاتریتسیا، سوئیت چریتی (۱۹۶۹) در نقش اورسولا، قتل‌های هفتگانه بانوی سرخ‌پوش (۱۹۷۲) در نقش کیتی ویلدنبروک، کالیبر ۹ (۱۹۷۲) در نقش نلی بوردون، سرخ و سیاه (۱۹۸۳) در نقش مینا کاپلر و دارودسته‌های نیویورکی (۲۰۰۲) به کارگردانی مارتین اسکورسیزی و در نقش خانم شرمرهورن اشاره کرد.

## اوایل زندگی
بربل گوتشر در رایشنبرگ سودتنلند آلمان نازی (امروزه: لیبرتس در جمهوری چک) زاده شد و ۴ خواهر و برادر داشت. پدرش «فریتس» عکاس و مادرش «اینگرید» بازیگر بود.
پس از جنگ جهانی دوم خانواده او به یک اردوگاه پناهندگان در بخش تحت‌اشغالِ آلمان توسط نیروهایِ آمریکایی منتقل شدند. طبق مفادِ بشردوستانه «قانون آوارگان، مصوب ۱۹۴۸» به آنها اجازهٔ مهاجرت به ایالات متحده آمریکا داده شد.
این خانواده پس از ورود به ایالات متحده آمریکا، ابتدا در فایو پوینتس، در سمت غربی درهٔ مرکزی کالیفرنیا و سپس در سان فرانسیسکو سُکنا گزیدند و باربارا در همان‌جا بزرگ شد. در اوایل دهه ۱۹۶۰، ایستگاه تلویزیونی منطقه خلیج سانفرانسیسکو به نام کی‌پیکس-تی‌وی، یک برنامه به نام کی‌پیکس دنس پارتی داشت که باربارا مجال یافت، عضو گروه رقص این برنامه شود.

## حرفه
بوشه کار خود را با فتومدلینگ برای جلد مجلات و حضور در تبلیغات تلویزیونی آغاز کرد و سپس به بازیگری روی آورد. نخستین حضور او در سینما، ایفای نقشی جزئی در فیلم چه راهی برای رفتن! (۱۹۶۴) بود که فرصت نقش‌آفرینی در فیلم‌های دیگری را در دهه ۱۹۶۰ برایش فراهم کرد. او در فیلم‌های جان گلدفارب، لطفاً به خانه بروید! (۱۹۶۴)، در راه خطر (۱۹۶۴) و مأمور ه.ا.ر.م (۱۹۶۶) ظاهر شد.
او در دو نسخه از مجله پلی‌بوی نیمه‌برهنه ظاهر شد: شمارهٔ مه ۱۹۶۵ (تصاویری از فیلم در راه خطر) و فوریه ۱۹۶۷ (کازینو رویال).
بوشه درکازینو رویال نقش دوشیزه مانی‌پنی را بازی کرد. او در یکی از قسمت‌های سریال پیشتازان فضا: مجموعه اصلی به نام «با هر نام دیگری» (۱۹۶۸) در نقش کلیندا و در فیلم موزیکال سوئیت چریتی (۱۹۶۹) در نقش اورسولا ظاهر شد.
اندکی بعد بوشه بازی در فیلم‌های ایتالیایی را آغاز کرد که از آن میان می‌توان به بطن سیاه رتیل، مجنون!، مردی با نگاه بسیار سرد، مکان قرار ملاقات، قتل‌های هفتگانه بانوی سرخ‌پوش، جوجه‌اردک را آزار نده و سکس با لبخند اشاره کرد.
او با گریگوری پک در فیلم سرخ و سیاه (۱۹۸۳) هم‌بازی بود که یک فیلم تلویزیونی موفق بود، بازی کرد. در سال ۱۹۸۵، او یک شرکت تولید فیلم و رسانه تأسیس کرد و تولید مجموعه‌ای موفق از کتاب‌ها و فیلم‌های تناسب اندام را آغاز کرد. علاوه بر این، بوشه یک باشگاه تناسب اندام در رم افتتاح کرد. بوشه در سال ۲۰۰۲، در فیلم دارودسته‌های نیویورکی در نقش خانم شرمرهورن ظاهر شد.

## زندگی خصوصی
در سال ۱۹۷۴، بوشه با لوئیجی بورگِزه، تهیه‌کننده سینما، ازدواج کرد که از او دو پسر داشت: آلساندرو که سرآشپز تلویزیونی و ماسیمیلیانو که بارتندر بود. شوهرش متعاقباً برخی از فیلم‌های بعدی او را تهیه کرد. آنها در سال ۲۰۰۶ با استناد به اینکه خواسته‌ها و انتظارهای متفاوتی از زندگی دارند، از هم جدا شدند.

## گزیدهٔ نقش‌آفرینی‌ها

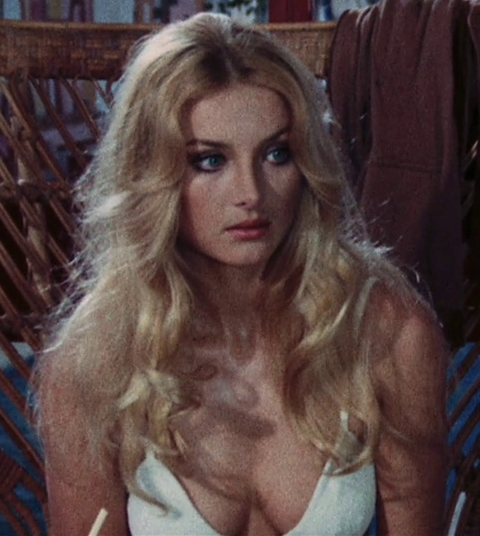
باربارا بوشه در مجنون! (۱۹۷۲)

باربارا بوشه (راست) و انریکو مونتسانو در صحنه‌ای از فیلم سکس با لبخند

### سینما
- دیابولیک: تو کی هستی؟ (۲۰۲۳)
- یک خانواده وحشت‌انگیز (۲۰۲۱)
- تولو تولو (۲۰۲۰)
- کالیبر ۹ (۲۰۲۰)
- مادربزرگ رو بذار توی فریزر (۲۰۱۸)
- ایزی - یک سفر آسان آسان (۲۰۱۷)
- درجستجوی فلینی (۲۰۱۷)
- هوای داخل خانه (۲۰۱۶)
- جادوگران تاریکی (۲۰۱۵)
- سرانجام، خوشبختی (۲۰۱۱)
- زندگی عجیب و غریب (۲۰۰۹)
- منطقه پروانه‌ای (۲۰۰۹)
- جالو؟ (۲۰۰۹)
- پست‌فطرت‌ها (۲۰۰۸)
- پیش‌پرده برای بازسازی فیلم کالیگولای گور ویدال (۲۰۰۵)
- دارودسته‌های نیویورکی (۲۰۰۲)
- دریای جنوب (۲۰۰۱)
- قاچاق الماس (۱۹۸۲)
- اسپاگتی در نیمه‌شب (۱۹۸۱)
- لطفاً مراقب آملیا باش (۱۹۸۱)
- چرا عشق‌بازی نمی‌کنیم؟ (۱۹۸۱)
- خامه، شکلات و… پاپریکا (۱۹۸۱)
- من خوش‌عکسم (۱۹۸۰)
- همسر در سفر… دل‌داده در شهر (۱۹۸۰)
- شنبه، یکشنبه و جمعه (۱۹۷۹)
- شیرین‌بیان (۱۹۷۹)
- کلافه و ملول از محبت خانواده (۱۹۷۸)
- چگونه از دست زن خلاص شده، یک معشوقه پیدا کنیم (۱۹۷۸)
- الماس‌های آغشته به خون (۱۹۷۸)
- قرار ملاقات (۱۹۷۷)
- همه می‌توانند پولدار شوند به‌جز فقرا (۱۹۷۶)
- سکس با لبخند ۲ (۱۹۷۶)
- چنگک (۱۹۷۶)
- شوق مرگ (۱۹۷۶)
- سکس با لبخند (۱۹۷۶)
- اردک در سس پرتقال (۱۹۷۵)
- در زیر پلکان باستانی (۱۹۷۵)
- دوست مادرم (۱۹۷۵)
- عشق یعنی حسادت (۱۹۷۵)
- فریاد یک فاحشه (۱۹۷۴)
- زن بی‌حیا (۱۹۷۴)
- راهبه دیر کاسترو (۱۹۷۴)
- مردی با چهره عجیب به‌دنبال توست تا تو را بکشد (۱۹۷۳)
- خوشی من، خوشی توست (۱۹۷۳)
- یک بار دیگر پیش از رفتنمان (۱۹۷۳)
- مرتکب اعمال ناپاک نشو (۱۹۷۲)
- گاه‌شمار (۱۹۷۲)
- جوجه‌اردک را آزار نده (۱۹۷۲)
- قتل‌های هفتگانه بانوی سرخ‌پوش (۱۹۷۲)
- شیاطین بال‌دار (۱۹۷۲)
- مکان قرار ملاقات (۱۹۷۲)
- والری، ظاهر و باطن (۱۹۷۲)
- سرانجام… هزار و یک شب (۱۹۷۲)
- قصه‌های ممنوعه… دربارهٔ برهنگی (۱۹۷۲)
- مجنون! (۱۹۷۲)
- کالیبر ۹ (۱۹۷۲)
- اسب عریان (۱۹۷۲)
- دغل‌کار (۱۹۷۱)
- شب‌های داغ دون ژوان (۱۹۷۱)
- بطن سیاه رتیل (۱۹۷۱)
- مردی با نگاه بسیار سرد (۱۹۷۱)
- کشیش متأهل (۱۹۷۰)
- سندیکا: مرگی در باند تبهکاران (۱۹۷۰)
- الاغ طلایی: محاکمه برای حقایق عجیب دربارهٔ لوکیوس آپولیوس، شهروند روم (۱۹۷۰)
- بدهی زناشویی (۱۹۷۰)
- سوئیت چریتی (۱۹۶۹)
- توطئه سورابایا (۱۹۶۹)
- مسیر خطر (۱۹۶۷)
- کازینو رویال (۱۹۶۷)
- مأمور ه.ا.ر.م (۱۹۶۶)
- در راه خطر (۱۹۶۵)
- جان گلدفارب، لطفاً به خانه بروید! (۱۹۶۵)
- سکس و دختر مجرد (۱۹۶۴)
- همسایه خوب، سَـم (۱۹۶۴)
- داستان وقت خواب (۱۹۶۴)
- چه راهی برای رفتن! (۱۹۶۴)
- یک رابطه همه‌جانبه (۱۹۶۴)

### تلویزیون
- رم عاشق (تله‌فیلم، ۲۰۱۹)
- حواری سیزدهم (۲۰۱۴)
- کاپری (۲۰۱۰)
- جنایات (۲۰۱۰)
- من با یک پلیس ازدواج کردم (۲۰۱۰–۲۰۰۸)
- دوستان من (۲۰۰۸)
- زن شهرستانی (۲۰۰۶)
- جایی در آفتاب (۲۰۰۴)
- حق مشاوره (۲۰۰۴)
- افسون (۲۰۰۳)
- مأموران مخفی ویژه (۱۹۹۳)
- سرخ و سیاه (۱۹۸۳)
- یک میلیون جرینگی (۱۹۷۲)
- با هر نام دیگری (۱۹۶۸)
- پیشتازان فضا: مجموعه اصلی (۱۹۶۸)
- تارزان (۱۹۶۸)
- ویرجینیایی (۱۹۶۷)
- مردی از یو.ان.سی.ال.ای. (۱۹۶۶)
- سفر به قعر دریا (۱۹۶۵)
- یاغی‌ها (۱۹۶۴)